# Kozma István (birkózó)
Kozma István (Budapest, 1939. november 27. – Budapest, 1970. április 9.) háromszoros világbajnok, kétszeres olimpiai bajnok, egyszeres Európa-bajnok magyar birkózó.

## Sportpályafutása
Az aktív sportolást a Ganz-Mávag kosárlabdázójaként kezdte. Ebben a sportágban ifjúsági válogatott volt. Majd Keresztes Lajos rábeszélésére 1958-tól a Budapesti Vasas birkózója lett. Kötöttfogásban és szabadfogásban egyaránt versenyzett, de jelentős nemzetközi eredményeit a kötöttfogású birkózás nehézsúly súlycsoportjában érte el. 1960-tól haláláig szerepelt a magyar válogatottban. Három olimpián vett részt, az 1964. évi tokiói és az 1968. évi mexikóvárosi olimpián is olimpiai bajnoki címet szerzett. Máig ő az egyetlen kétszeres olimpiai bajnok magyar birkózó. Tagja volt az 1972. évi müncheni olimpiára készülő keretnek. Súlyos autóbaleset után kórházban vesztette életét. Sírja az Új köztemetőben van.

## Sporteredményei

### Kötöttfogásban
- Kétszeres olimpiai bajnok: 1964-es tokiói olimpián és az 1968-as mexikóvárosi olimpián
- olimpiai 4. helyezett az 1960-as római olimpián
- Háromszoros világbajnok: 1962-ben és 1966-ban Toledóban; 1967-ben Bukarestben
- Világbajnoki 2. helyezett lett 1965-ben Tamperében
- Világbajnoki 3. helyezett 1961-ben Jokohamában
- Világbajnoki 5. helyezett 1963
- Európa-bajnok: 1967-ben Minszkben
- Kétszeres Európa-bajnoki 2. helyezett 1966-ban Essenben és 1968-ban Västerasban
- Tízszeres magyar bajnok 1959–1968

### Szabadfogásban
- Négyszeres magyar bajnok (1962, 1965–1968)

## Díjai, elismerései
- Az év magyar birkózója (1966, 1967, 1968)
- Az év magyar sportolója (1968)
- A birkózó Hírességek Csarnokának tagja

## Magánélete
1968-ban feleségül vette Szalatnai Juditot (1933–2016), aki Eb 3. helyezett evezős, síző, edző, Szalatnai Rezső (1904–1977) író, irodalomtörténész, kritikus leánya volt.

## Források

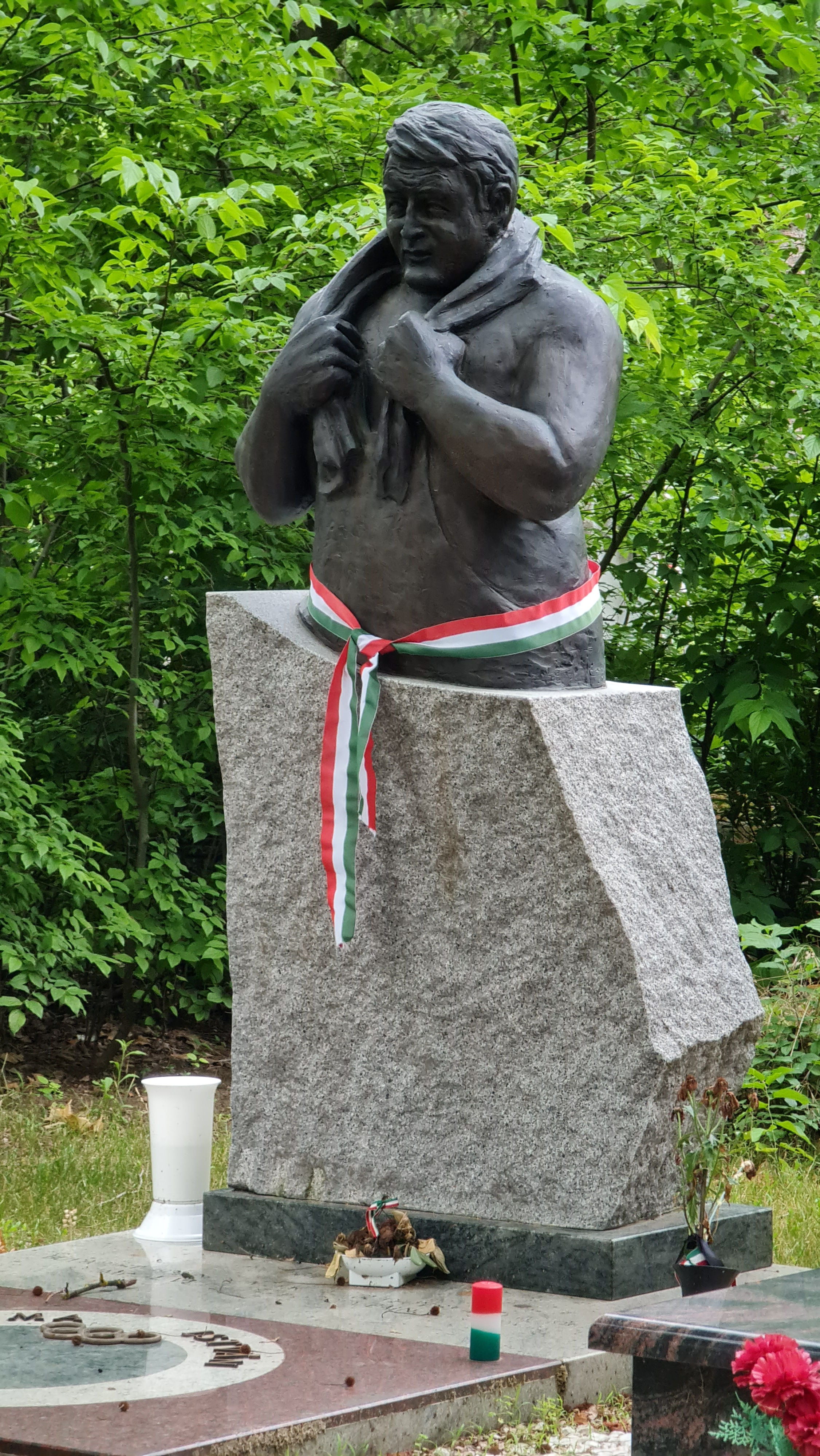
Kozma István sírja. Budapest, Új köztemető.

## Emlékezete

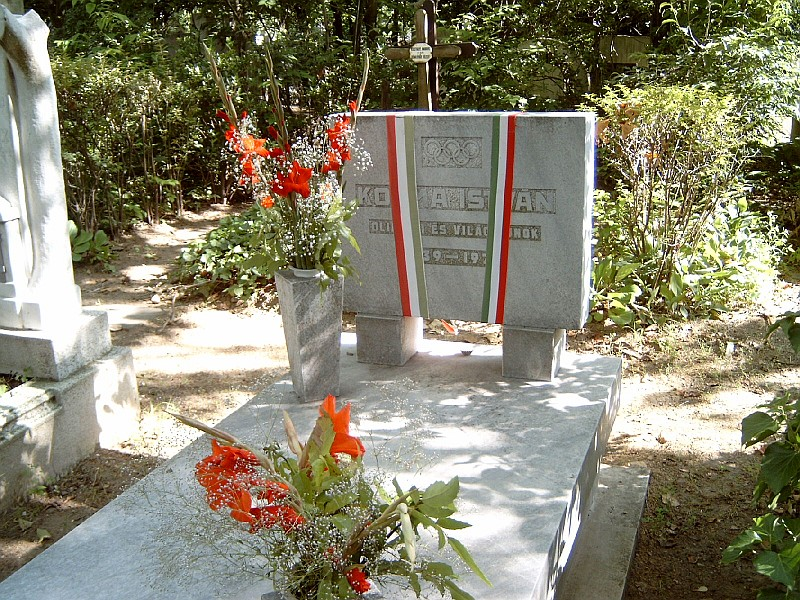
Kozma István sírja, Budapest, Új köztemető

- Kozma István emlékverseny
- Kozma István alapítvány